# Logothetes tou genikou
Logothetes tou genikou  (grško starogrško λογοθέτης τοῦ γενικοῦ   ali krajše  starogrško ό γενικός   [ho genikós],  genikon, generalni logotet) je bil v srednjem Bizantinskem cesarstvu generalni finančni minister.

## Zgodovina in funkcije
Genikon je bil odgovoren za  splošne davke, državne prihodke in sodišče za finančne spore. Kot tak je v veliki meri opravljal posle nekdanjega comesa sacrarum largitionum, čeprav je izhajal iz splošnega oddelka pretorske prefekture. Prvi potrjeni genikon je bil menih Teodot, omenjen leta 692, čeprav je položaj obstajal verjetno že leta 626. Finančno ministrstvo je bilo od 7. do  12. stoletja eno od   glavnih ministrstev Bizantinskega cesarstva. V obdobju Komnenov se je njegov pomen zmanjšal, v obdobju Angelov pa ponovno okrepil. Po opustošenju Konstantinopla v četrti križarski vojni leta 1204 in razpadu Bizantinskega cesarstva je položaj generalnega logoteta postal zgolj časten naziv, ki se je ohranil v Nikejskem cesarstvu. Po letu 1261 se je ponovno pojavil tudi pod Paleologi v obnovljenem Bizantinskem cesarstvu.
Psevdo-Kodin ga sredi 14. stoletja v cesarski hierarhiji uvršča na 20. mesto med parakoimomena  cesarske spalnice in protovestiarija. Njegova značilna dvorna oprava  in insignije so bile klobuk iz bele svile s krajci (skranikon)  in dolg svilen, kaftanu podoben  kabbadion, na slovesnostih in praznovanjih pa kupolast skranikon iz bele in zlate svile z zlato obrobo in podobo cesarja na prednji in zadnji strani.  Za razliko od drugih uradnikov ni imel svojega uradnega spremstva  (dikanikion).
V obdobju Paelologov  so bili med generalnimi logoteti  tudi pomembni intelektualci in državniki, na primer Jurij Akropolit in Teodor Metohit. Zadnji dokumentirani logothetēs tou genikou je bil nek Ivan Andrus leta 1380. V tistem času je bila njegova izvirna funkcija že dolgo pozabljena, saj je že Psevdo-Kodin zapisal, da »funkcija generalnega logoteta ni znana«.

## Podrejeni uradniki
Logothetēsu tou genikou so bili podrejeni naslednji uradniki:
- Chartoularioi megaloi tou sekretou (χαρτουλάριοι μεγάλοι τοῦ σεκρέτου) veliki hartulariji oziroma načelniki različnih oddelkov.[8]
- Chartoularioi tōn arklōn (χαρτουλάριοι τῶν ἀρκλῶν)[9] ali  exō hartoularioi (ἔξω χαρτουλάριοι), zunanji hartularji, se pravi tisti, ki so službovali izven Konstantinopla. Njihovi nazivi kažejo, da so bili višji zakladniški uradniki, nameščeni v provincah.[8]
- Epoptai tem (ἐπόπται τῶν θεμάτων), uradniki, zadolženi za nadzor davčnega sistema v provincah.[8][10]
- Komētes hydatōn ( κόμητες ὑδάτων, komiti vodá), uradniki, zadolženi verjetno za akvadukte in oskrbo z vodo v provincah.[8][11]
- Chartoularios tou oikistikou (χαρτουλάριος τοῦ οἰκιστικοῦ) ali enostavno  ho oikistikos, katerega natančna funkcija ni znana. Dokazano je, da je bil v 11. stoletju pristojen za davčne oprostitve in različna sodna opravila v svoji temi.  Položaj je bil morda povezan s državnimi posestmi  (oikoi). V  11. stoletju je urad postal samostojen, potem pa je izginil.[12][13]
- Kommerkiarioi (κομμερκιάριοι) so bili uradniki v carinski službi. Dokazano je, da so bili od zgodnjega 6. stoletja nekakšni nasledniki comes commerciorum, omenjenih v  Notitia Dignitatum. Na začetku so bili nameščeni na mejah, po 7. stoletju  pa v pristaniščih in vseh temah ali otokih.[12][14]
- Epi tēs kouratōrias basilikoi oikoi (ἐπί τῆς κουρατωρίας [τῶν βασιλικῶν οἴκων]) so nadzirali državne posesti.[15]
- Komēs tēs lamias (κόμης τῆς λαμίας), uradnik, ki je morda skrbel za rudnike in drage kovine. Domneva se, da je bil naslednik  comesa metallorum per Illyricum. Pečati iz 11. stoletja kažejo, da se je položaj včasih združeval s položajem  epi tōn oikeiakōn (razred višjih dvorjanov) in enim od velikih hartularijev genikona.[11][16]
- Dioikētai (διοικηταὶ) so bili uradniki, ki so s številnimi praktores (agenti) nadzirali pobiranje davkov.[16]
- Kom[v]entianos (κομ[β]εντιανός), uradnik z neznanimi zadolžitvami.[17]
- Številni kankellarioi (καγκελλάριοι, iz latinskega cancellarius), podrejeni  prōtokankellariosu (prvemu kacelariju). Prvotno so bili visoki uradniki pretorskih prefektur, v srednjem bizantinskem obdobju pa tajniki srednjega ranga v različnih ministrstvih.[18][19]